# Hydraecia intacta
Hydraecia intacta är en fjärilsart som beskrevs av W. Warren 1912. Hydraecia intacta ingår i släktet Hydraecia och familjen nattflyn. Inga underarter finns listade i Catalogue of Life.